# Martin Mortensen
Martin Mortensen (Herning, 5 novembre 1984) è un ex ciclista su strada danese.

## Palmarès

### Strada
- 2002 (Juniores)

Campionati danesi, Prova a cronometro Junior
- 2005 (Dilettanti, quattro vittorie)

Campionati danesi, Prova a cronometro Under-23
2ª tappa Tour de Moselle
4ª tappa Tour de Moselle
Classifica generale Tour de Moselle
- 2007 (Team Designa Køkken, una vittoria)

Grand Prix de Dourges-Hénin-Beaumont
- 2008 (Team Designa Køkken, due vittorie)

1ª tappa Boucle de l'Artois (Arras > Marœuil)
Duo Normand (con Michael Tronborg)
- 2013 (Concordia Forsikring-Riwal, due vittorie)

2ª tappa Tour de Normandie (Forges-les-Eaux > Elbeuf)
4ª tappa Okolo Slovenska (Trenčín > Hlohovec)
- 2014 (Cult Energy Vital Water, due vittorie)

2ª tappa Giro della Repubblica Ceca (Olomouc > Mohelnice)
Classifica generale Giro della Repubblica Ceca
- 2015 (Cult Energy Pro Cycling, una vittoria)

Velothon Wales
- 2016 (ONE Pro Cycling, una vittoria)

Tro-Bro Léon

#### Altri successi
- 2005 (Dilettanti)

Classifica traguardi volanti Giro del Capo
- 2006 (Dilettanti)

Campionati danesi, Cronosquadre (con Christian Knørr e Michael Færk Christensen)
Derny Silkeborg
Circuit du Port de Dunkerque
- 2008 (Team Designa Køkken)

Classifica traguardi volanti Giro di Danimarca
- 2011 (Leopard-Trek)

Classifica traguardi volanti Giro di Danimarca
- 2013 (Concordia Forsikring-Riwal)

Classifica scalatori Tour de Normandie
Classifica scalatori Giro di Danimarca

## Piazzamenti

### Classiche monumento
- Giro delle Fiandre

2011: ritirato
- Parigi-Roubaix

2010: ritirato
2011: 94º
2012: fuori tempo massimo
- Liegi-Bastogne-Liegi

2015: ritirato

### Competizioni mondiali
- Campionati del mondo

Heusden-Zolder 2002 - Cronometro Junior: 18º
Madrid 2005 - Cronometro Under-23: 4º
Madrid 2005 - In linea Under-23: ritirato
Salisburgo 2006 - Cronometro Under-23: 14º

### Competizioni europee
- Campionati europei

Mosca 2005 - Cronometro Under-23: 13º
Mosca 2005 - In linea Under-23: ritirato
Valkenburg 2006 - Cronometro Under-23: 28º
Valkenburg 2006 - In linea Under-23: 73º